# T. E. Hulme
Thomas Ernest Hulme (Endon, 16 de septiembre de 1883 – muerto en combate en Francia, el 28 de septiembre de 1917) fue un escritor inglés, quien desde su posición como crítico, desde 1909, en el The New Age, editado por A. R. Orage, ejerció una notable influencia sobre el modernismo londinense. 
Se le conoce también como poeta, pero escribió poca: The Complete Poetical Works of T.E. Hulme fue publicada en The New Age en 1912, momento en el que consistía en cinco poemas. Fue uno de los fundadores del imagismo, cuyo manifiesto formuló. 
Influyó en otros escritores, como Ezra Pound y Wyndham Lewis.
- Datos: Q2624836
- Multimedia: T. E. Hulme / Q2624836